# Georg Trakl
Georg Trakl (Salzburg, 3. veljače 1887. – Krakov, 3. studenog 1914.), austrijski pjesnik
Osnovne teme njegove lirike (koja se u stanovitom smislu nastavlja na Höderlina) su tamne životne moći, besmislena patnja, smrt, morbidna priviđenja užasa koja se objavljaju u snažnim slikama asocijativnih impresija, oslobođenih svakog logičkog i sintatičkog reda. Mračni sanjar, izopačenik, alkoholičar, samotnik čiji se život odvijao samo noću, mamuran piše svoje pjesme na zgužvanim papirićima ili nagnut nad prljave kavanske stolove, i satima vodi nadahnute lirske monologe. I njegova je proza puna osjećaja strave i tjeskobe. Bio je narkoman, a život je završio samoubojstvom. Neshvaćen je i odbačen u vrijeme kada je pisao i djelovao, a za Europu je "otkriven" tek nakon Drugog svjetskog rata.
Djela: 
- "Pjesme",
- "Sebastijan u snu",
- "Pjesmotvori",
- "Iz zlatnog kaleža"
- "Objava i propast".

Neka njegova djela na hrvatski je preveo Vladislav Kušan.